# GX Airlines
Guangxi Beibu Gulf Airlines, що діє як GX Airlines (кит.: 北部湾航空北部湾航空), — китайська авіакомпанія зі штаб-квартирою в міському окрузі Наньнін (автономний район Гуансі, КНР), що працює в сфері регіональних пасажирських перевезень. Дочірнє підприємство регіонала Tianjin Airlines і перша комерційна авіакомпанія Гуансі-Чжуанський автономний району.
Портом приписки перевізника і його головним транзитним вузлом (хабом) є міжнародний аеропорт Наньнін Усюй.

## Історія
GX Airlines була заснована як спільне підприємство регіональної авіакомпанії Tianjin Airlines та інвестиційного холдингу «Guangxi Beibu Gulf Investment Group» у частках власності 70 і 30 відсотків відповідно. Свій перший літак Embraer 190 GX Airlines отримала в лізинг у Tianjin Airlines, 1 лютого 2015 року авіакомпанії був виданий сертифікат експлуатанта.
Авіакомпанія почала операційну діяльність 13 лютого 2015 року з виконання регулярних рейсів між містами Наньнін і Хайкоу (Хайнань).
У листопаді 2015 року GX Airlines взяла в штат перших іноземних пілотів (з Канади, Бразилії та Фінляндії).

## Флот

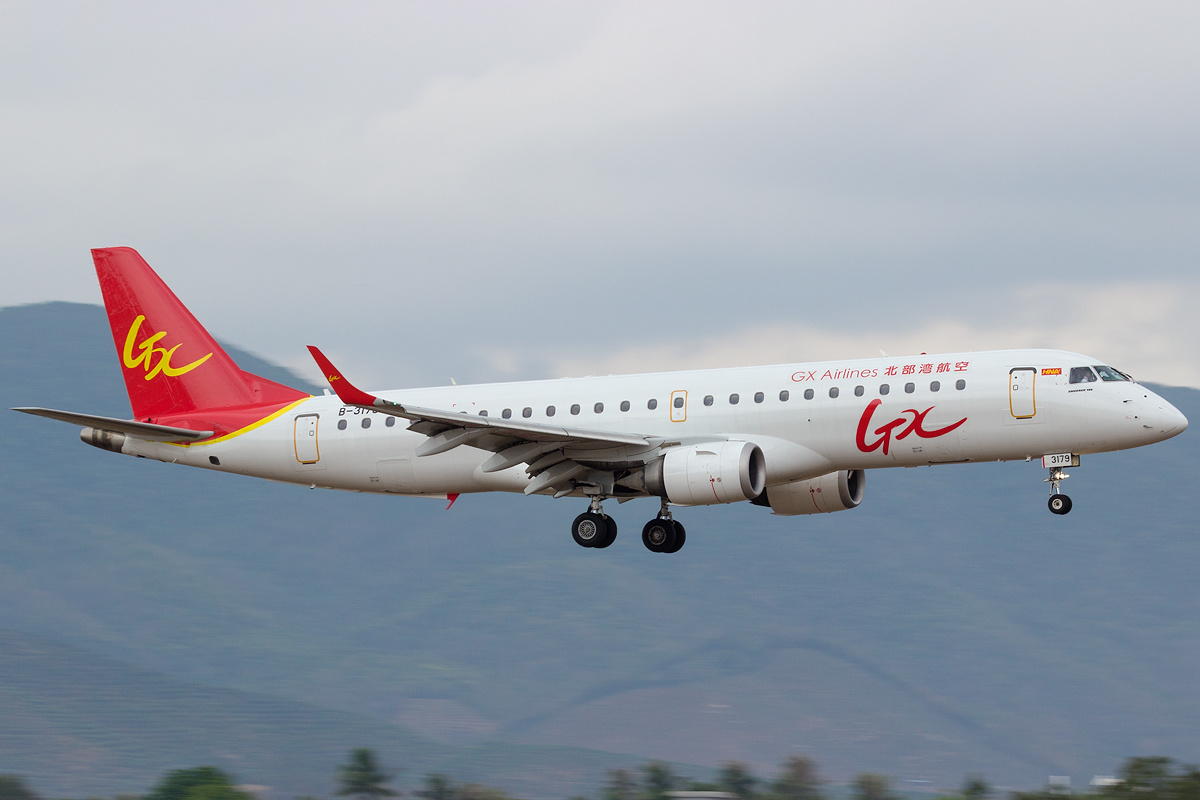
Embraer 190 авіакомпанії GX Airlines у заході на посадку в міжнародному аеропорту Санья Фенхуан

У лютому 2016 року повітряний флот авіакомпанії GX Airlines становили такі літаки:
| Тип літака    | В експлуатації | Замовлено | Пасажирських місць           | Примітки |
| Embraer E-190 | 8              | 104       | у лізингу з Tianjin Airlines |          |